# Ostravsko-opavska biskupija
Biskupija Ostrava-Opava (lat. Dioecesis Ostraviensis-Opaviensis, češ. Diecéze ostravsko-opavská) je češka dijeceza Katoličke Crkve u Češkoj pod upravom Nadbiskupije Olomouc. Biskupija je do 1978. bila dio Wrolcłavske nadbiskupije, nakon čega potpada pod današnju upravu. Papa Ivan Pavao II. 30. svibnja 1996. proglašava područje između Ostrave i Opave biskupijom.
Trenutačni biskup je František V. Lobkowicz. Zaštitnica biskupije je Hedviga Šleska.

## Unutarnje poveznice
- Jan Graubner
- Olomoucka nadbiskupija
- Katolička Crkva u Češkoj

## Vanjske poveznice
- GCatholic.org (engl.)
- Catholic Hierarchy (engl.)
- Službene stranice biskupije (češ.)